# 睦村站
睦村站位于江西省吉安市井冈山市睦村乡，是吉衡铁路的一座火车站，技术性质为中间站，不办理业务，车站等级为五等站，位于吉衡线吉安南站起126km727m处。